# Campanula jacquinii
Campanula jacquinii là loài thực vật có hoa trong họ Hoa chuông. Loài này được (Sieber) A.DC. mô tả khoa học đầu tiên năm 1830.